# Pilot (Ugly Betty)
Pilot (Piloto em português) é o primeiro episódio da série americana, Ugly Betty. O episódio foi ao ar no dia 28 de setembro de 2006.

## Enredo
Nesse episódio, é apresentado Betty Suarez, uma mulher de 20 anos sem glamour que começa a trabalhar para uma importante revista de moda, a MODE, neste novo trabalho ela vai ter que se adaptar ao ambiente e as pessoas bonitas que trabalham com ela. Nesse episódio também é apresentado Daniel Meade, que foi nomeado o novo editor-chefe da revista pelo seu pai, Bradford Meade. Isso faz com que Wilhelmina Slater, editora criativa da revista fique zangada já que ela gostaria de ser a editora chefe da revista.
Mesmo não tendo os padrões das pessoas que trabalham no local, Betty consegue emprego de secretária do editor-chefe e Daniel não gosta nada, já que Betty é feia e gorda. Então ele faz de tudo para que Betty seja demitida, lhe dando tarefas difíceis e constrangedoras. Betty se torna amiga da costureira da revista, Christina. Chris revela para Betty que ela só conseguiu o emprego por causa de Bradford Meade, o dono da empresa. Pois, Daniel costumava ter relações amorosas com as suas secretárias e por isso ela foi contratada.

## Recepção e audiência
O primeiro episódio foi bastante elogiado. O crítico americano, Robert Bianco deu ao episódio três estrelas e meia. Enquanto Rob Owen do Pittsburgh Post-Gazette descreveu o episódio como "razoável".
Este também foi o episódio de maior audiência da série com 10.7 de audiência, mais de 16 milhões de telespectadores. Também teve ótima audiência no Reino Unido com 4,5 telespectadores e na Austrália com 2,03 milhões de telespectadores.

## Participações no episódio
- Kevin Sussman - Walter
- Ava Gaudet - Gina Gambarro
- Elizabeth Payne - Senhorita Mascarada (Alexis Meade)
- Stelio Savante - Steve
- Gina Gershon - Fabia
- Christine Jones - Fey Sommers
- Salma Hayek - Atriz de telenovela